# Forêt ancienne du Ruisseau-du-Milieu
La forêt ancienne du Ruisseau-du-Milieu est un écosystème forestier exceptionnel du Québec (Canada) située  dans la municipalité de Saint-Philémon dans le massif du Sud, lui-même compris dans les monts Notre-Dame.
Cette forêt de 148,77 hectares désignée en 2008 a pour mission de protéger une bétulaie à sapin n'ayant subi aucune perturbation majeure.

## Toponymie
La forêt ancienne du Ruiiseau-du-Milieu reprends le toponyme du ruisseau du Milieu qui se trouve à proximité. Le nom du ruisseau provient de sa situation géographique au centre d'une fourche, entre le ruisseau Beaudoin, à l'est, et la rivière des Mornes, à l'ouest.

## Flore
Le couvert forestier est majoritairement composé de bouleaux jaunes mesurant jusqu'à 24 mètres de hauteur. Certains vieux spécimens ont environ 350 ans et atteignent 130 centimètres de diamètre. Le sapin baumier est la deuxième espèce en abondance, l'épinette blanche ainsi que l'épinette rouge peuvent également être observées sporadiquement. 
La forêt est démeurée vierge même si des coupes forestières ont été effectuées à proximité, le ruisseau du Milieu a notamment déjà servi à la drave. La forêt n'a subit que des chablis partiels et des épidémies légères de la tordeuse des bourgeons de l'épinette.
L'érable à épis, la viorne à feuilles d'aulne ainsi que des jeunes tiges de sapins et de d'épinettes composent la strate arbustive.
Au niveau du sous-bois, on retrouve notamment la dryoptère spinuleuse, la clintonie boréale, la trille rouge, l'huperzie brillante, la streptope rose ainsi que l'oxalide de montagne.

## Faune
La présence d'orignaux a été observée dans la forêt, le couvert forestier dense ainsi que la présence abondante d'érables à épis forment un écosystème propice à sa présence.

## Activités
La randonnée pédestre peut être pratiquée dans une partie de l'écosystème, la forêt ancienne est en effet accessible au public via quelques sentiers du parc régional du Massif-du-Sud. Une piste multifonctionnelle du parc traverse également le territoire de la forêt, le vélo de montagne peut également y être pratiqué.